# Culatello di Zibello

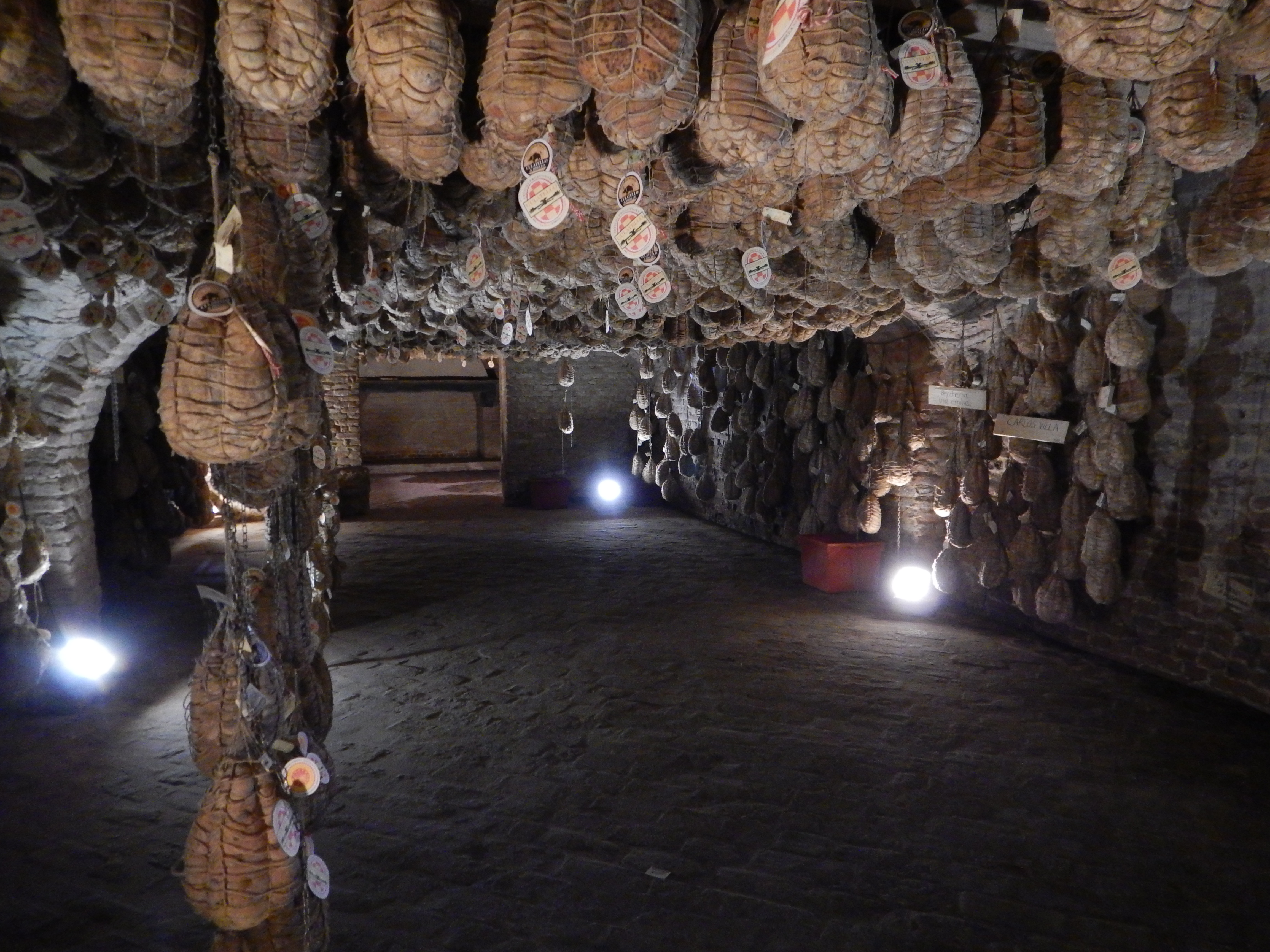
Culatello di Zibello bei der Reifung

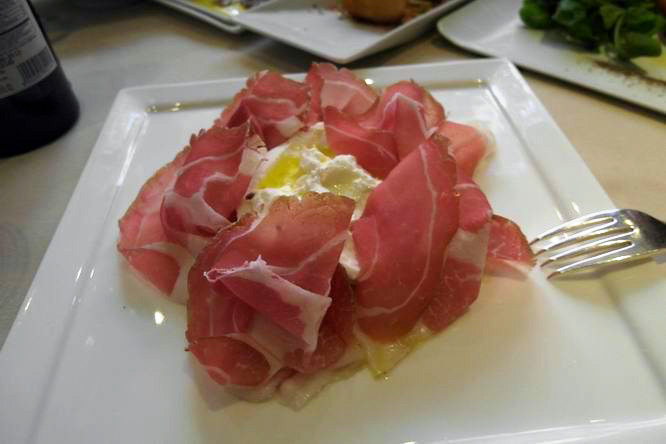
Culatello, geschnitten, mit Burrata

Culatello di Zibello ist ein italienischer Rohschinken aus der Provinz Parma in der Emilia-Romagna. Benannt ist er nach dem Ort Zibello, in dem er neben weiteren Nachbarorten am Fluss Po hergestellt wird. Er gilt als Delikatesse und wird als „König der italienischen Fleisch- und Wurstwaren“ bezeichnet. Der Culatello di Zibello besitzt einen intensiven, charakteristischen Geruch und hat einen zarten und süßlichen Geschmack.

## Herstellung
Die Herstellung des Culatello di Zibello unterliegt streng festgelegten Auflagen, deren Kontrolle in letzter Instanz dem italienischen Landwirtschaftsministerium untersteht. Nur wenn die Vorgaben bezüglich der Herkunft des zu verarbeiteten Fleisches, des Herstellungsverfahrens und der Lagerung eingehalten werden, darf das Produkt als Culatello di Zibello vermarktet werden. Seit 1996 ist der Culatello di Zibello als Produkt mit geschützter Ursprungsbezeichnung (Denominazione d’Origine Protetta) (DOP)  geschützt.

### Herstellungsverfahren
Für die Herstellung darf nur Schweinefleisch von Schweinen aus Mastbetrieben der italienischen Regionen Emilia-Romagna und der Lombardei herangezogen werden. Die Schweine müssen in einer der beiden Regionen gezüchtet, gemästet und geschlachtet worden sein. Für die Mast kommen nur bestimmte italienische Schweinerassen in Frage, deren Aufzucht und Fütterung ebenfalls geregelt ist und den gleichen Auflagen unterliegt wie für die Schweine, die für Produktion für Parma- und San-Daniele-Schinken herangezogen werden.
Für die Produktion werden Schweine der Rassen Large White, Landrace und Duroc verwendet, deren Diät ausschließlich auf Molke und Edelgetreide basiert und die bei der Schlachtung mindestens neun Monate alt sind und um die 160 kg wiegen.
Die Herstellung des Culatello di Zibello ist auf das Gemeindegebiet der orographisch links des Flusses Po nördlich von Fidenza liegenden Gemeinden Busseto, Colorno, Polesine Zibello, Roccabianca, San Secondo Parmense, Sissa Trecasali, Soragna in der Provinz Parma begrenzt.
Für den Culatello di Zibello wird ausschließlich die Oberschale (italienisch culatello) benutzt. Beim Schnitt werden Schwarte und Knochen vollständig sowie ein Großteil des Fettes entfernt. Damit das Fleisch nicht zu schnell austrocknet, bleibt eine dünne Fettschicht erhalten. Die so gewonnene Rohmasse besitzt bereits die für den Culatello di Zibello typische Form einer Birne. Nach einer entsprechenden thermischen Behandlung wird die Rohmasse in Handarbeit gesalzen. Neben Kochsalz sind Pfeffer – gemahlen oder in Körnern – und Knoblauch als Gewürze zugelassen. Beim Salzen können zudem trockener Weißwein sowie Natrium- und Kaliumsalze in einer Menge von maximal 195 ppm verwendet werden. Nach dem Einsalzen wird das Fleisch in Kühlzellen bei 0 °C bis 5 °C für ein bis sechs Tage zwischengelagert.
Bevor der Culatello di Zibello für die Reifung gelagert wird, muss er ruhen und eingesackt werden. Für das Einsacken werden ausschließlich Schweineharn- oder Schweinedarmblasen verwendet, die nach dem Einsacken mit der Hand verschnürt werden.
Nach dem Einsacken folgt eine einwöchige Austropfungsphase und anschließend eine je nach klimatischen Bedingungen 30 bis 60 Tage dauernde Trockenzeit. Die abschließende Reifung erfolgt in Räumen mit ausreichendem Luftaustausch und einer Raumtemperatur zwischen 13 °C und 17 °C. Beim Reifungsprozess darf der Raum gelüftet, dem Sonnenlicht und der natürlichen Luftfeuchtigkeit ausgesetzt werden. Nach dem mindestens zehnmonatigen Reifungsprozess muss der Culatello di Zibello ein Gewicht zwischen 3 und 5 kg aufweisen. Die besonderen klimatischen Bedingungen mit feuchtkalten, nebeligen Wintern und heißen Sommern spielen bei der Reifung einen entscheidenden Prozess. Das natürliche Ambiente, in dem der Culatello heranreift, ist Voraussetzung für die Bildung von Edelschimmel auf seiner Oberfläche, der dem Produkt die entscheidende Geschmacksnote verleiht. Durch regelmäßiges Bürsten wird die Schimmelbildung in Grenzen gehalten.
Jährlich werden nach Aussage des Konsortiums zum Schutz des Culatello di Zibello, dem 23 Hersteller angehören, etwa 60.000 als DOP-Produkte ausgezeichnete Culatelli di Zibello produziert. Hergestellt wird er traditionell zwischen den Monaten Oktober und Februar, um im darauf folgenden Winter in den Verkauf zu gelangen. Im italienischen Einzelhandel findet sich der Culatello di Zibello kaum unter 70 € das Kg. Er wird im Stück, in Teilstücken oder als Aufschnitt angeboten.
Aus Schnittresten des Culatello wird die Salamisorte Strolghino, auch als kleiner Culatello bezeichnet, hergestellt.

## Geschichte
Der Culatello di Zibello zählt zu den Produkten der bäuerlichen Kultur der Po-Ebene. Er wurde  erstmals 1735 schriftlich erwähnt. Laut dem Volksmund soll er aber bereits 1332 beim Hochzeitsbankett von Graf Andrea Rossi und Giovanna Sanvitale als „königliches Geschenk“ der Untergebenen aufgetischt worden sein. Neben dem Adel wurde er auch von Künstlern wie dem Bildhauer Renato Brozzi und dem Schriftsteller Gabriele D’Annunzio geschätzt.